# Festival du film de Newport Beach
Le festival du film de Newport Beach (Newport Beach Film Festival) est un festival de cinéma indépendant américain créé en 1999 et qui se déroule chaque année à Newport Beach, en Californie.
Chaque année, plus de 350 films y sont présentés et plus de 30 000 personnes y participent.

## Programme
- Features
- Action Sports Films
- AA+D (Art, Architecture and Design Film Series)
- Documentaries
- Environmental Films
- Family Films
- Music Films
- Short Films
- Youth Films

## Prix décernés
- Prix du Jury (Jury Awards)

## Éditions

### 2004
Prix du Jury (Jury Awards) :
- Meilleur long métrage dramatique : Jeux d'enfants  France
- Meilleure actrice dans un long métrage dramatique : Marion Cotillard pour le rôle de Sophie Kowalsky dans Jeux d'enfants

### 2009
Prix du Jury (Jury Awards) :
- Meilleur film : Séraphine  France
- Meilleur réalisateur : Martin Provost pour Séraphine
- Meilleur acteur : Ulrich Tukur pour le rôle de Wilhelm Uhde dans Séraphine
- Meilleure actrice : Yolande Moreau pour le rôle de Séraphine Louis dans Séraphine
- Meilleur scénario :  Séraphine – Martin Provost

### 2013
Le 14e festival de Newport Beach s'est déroulé du 25 avril au 2 mai 2013.
Jury Awards :
- Meilleur film : Un plan parfait de Pascal Chaumeil  France
- Meilleur film documentaire : Terms and Conditions May Apply (en) de Cullen Hoback  États-Unis
- Meilleur réalisateur : Pascal Chaumeil pour Un plan parfait  France
- Meilleur acteur : Sam Rockwell dans A Single Shot  États-Unis
- Meilleure actrice : Diane Kruger dans Un plan parfait  France
- Meilleur scénario : Laurent Zeitoun et Yoann Gromb pour Un plan parfait  France
- Meilleure photographie : Mihai Malaimare Jr. pour The Time Being  États-Unis

- Meilleur court métrage de fiction : Emily de Benjamin Mathews  Australie
- Meilleur court métrage documentaire : Open Heart (en) de Kief Davidson  États-Unis
- Meilleur court métrage d'animation : Flamingo Pride de Tomer Eshed  Allemagne

Audience Awards :
- Meilleur film : The Way Way Back (Cet été-là) de Nat Faxon et Jim Rash  États-Unis
- Meilleur film américain : The Way Way Back de Nat Faxon et Jim Rash  États-Unis
- Meilleur film étranger : Cinco de Mayo: La batalla de Rafa Lara  Mexique
- Meilleur film documentaire : How to Make Money Selling Drugs (en) de Matthew Cooke  États-Unis
- Meilleur film de famille : Wiener Dog Nationals de Kevan Peterson  États-Unis
- Art, Architecture, + Design : 16 Acres de Richard Hankin  États-Unis
- Meilleur court métrage : Jujitsuing Reality de Chetin Chabuk  États-Unis

### 2014
Le 15e festival de Newport Beach s'est déroulé du 24 avril au 1er mai 2014.
Jury Awards :
- Meilleur film : The Sublime and Beautiful de Blake Robbins  États-Unis
- Meilleur film documentaire : An Honest Liar de Tyler Measom et Justin Weinstein  États-Unis
  - Special Jury Prize : Who Took Johnny de David Beilinson, Michael Galinsky et Suki Hawley  États-Unis
- Meilleur réalisateur : Blake Robbins dans The Sublime and Beautiful  États-Unis
- Meilleur acteur : Blake Robbins dans The Sublime and Beautiful  États-Unis
- Meilleure actrice : Aunjanue Ellis dans Una Vida  États-Unis
- Meilleur scénario : Jason Strouse pour Teacher of the Year  États-Unis
- Meilleure photographie : Lyn Moncrief pour The Sublime and Beautiful  États-Unis

- Meilleur court métrage de fiction : Mr Invisible de Greg Ash  Irlande
- Meilleur court métrage documentaire : Aerodrome de James Foster et Devin Pickering  États-Unis
- Meilleur court métrage d'animation : Rabbit and Deer (Nyuszi és Öz) de Péter Vácz  Hongrie
  - Special Jury Prize : Rhino Full Throttle (Nashorn im Galopp) de Erik Schmitt  Allemagne

Audience Awards :
- Meilleur film : Chef de Jon Favreau  États-Unis
- Meilleur film étranger :
  - Christina Noble (Noble) de Stephen Bradley  Royaume-Uni  Viêt Nam
  - The Invisible Collection de Bernard Attal  Brésil
- Meilleur film documentaire : Taking My Parents to Burning Man (en) de Joel Ashton McCarthy et Bryant H. Boesen  États-Unis
- Music : Una Vida de Richie Adams  États-Unis
- Comedy : We'll Never Have Paris de Simon Helberg et Jocelyn Towne  États-Unis
- Art, Architecture, + Design : Hairy Who & The Chicago Imagists de Leslie Buchbinder  États-Unis
- Action Sports : Land of the Patagones de Simon Pitts  Royaume-Uni
- Meilleur court métrage : The Boy and the Bus de Simon Pitts  Royaume-Uni
- Youth Film Showcase : Minimum Max de Joshua Ovalle et Phil Venti  États-Unis